# EBX Group
EBX Group là một tập đoàn bao gồm sáu công ty được liệt kê trong Novo Mercado của BOVESPA, bao gồm: OGX (dầu), MMX (khai thác), OSX (ngành ngoài khơi) và CCX (khai thác than), được thành lập và kiểm soát trước đây bởi doanh nhân Brazil bị thất sủng Eike Batista, chủ tịch của EBX Group, người đã bị kết án vào năm 2018 vì tội tham nhũng.
Từ năm 2011 đến năm 2012, EBX Group đã đầu tư 15,7 tỷ đô la Mỹ, tạo ra 20.000 việc làm trong việc xây dựng và vận hành các doanh nghiệp của mình. Tập đoàn chủ yếu đầu tư vào các lĩnh vực cơ sở hạ tầng và tài nguyên thiên nhiên. Họ cũng có các sáng kiến trong lĩnh vực bất động sản, công nghệ, giải trí, thể thao và khai thác vàng, cũng như trong lĩnh vực cung cấp thực phẩm đường sắt và hàng không.
EBX Group đang hoạt động tại 9 bang của Brasil, Chile, Canada và Colombia và có văn phòng tại New York (Mỹ).

## Lịch sử
Các hoạt động của EBX Group bắt đầu vào đầu những năm 1980 với một dự án do Eike Batista khởi tạo và thực hiện: “Novo Planeta”, mỏ vàng phù sa được cơ giới hóa đầu tiên ở Amazon. Trong suốt thập kỷ đó Batista trở thành chủ tịch hội đồng quản trị và giám đốc điều hành của TVX Gold. Công ty này bắt đầu được niêm yết trên sở giao dịch chứng khoán Toronto của Canada - bắt đầu cho mối quan hệ của Batista với thị trường vốn toàn cầu.
Từ năm 1980 đến năm 2000, ông đã huy động được 20 tỷ đô la Mỹ thông qua việc triển khai và vận hành chín mỏ vàng và bạc ở Brasil và Canada (Amapari, Casa Berardi, Crixás, Musselwhite, New Britania, Novo Astro, Novo Planeta và Paracatu), cũng như một mỏ ở Chile (La Coipa, hiện thuộc sở hữu của Kinross Gold). Trong những năm 2000, ông bắt đầu điều hành 3 mỏ quặng sắt ở Brazil (Mina 63, Tico Tico và Ipê). Từ năm 2004 đến năm 2012, Batista đã cấu trúc và niêm yết cổ phiếu với sáu công ty: OGX, MPX, LLX, MMX, OSX và CCX.
Cho đến năm 2014, EBX đầu tư 30 triệu R$ vào việc đào tạo 25.000 công nhân và đã đồng thời phân bổ tài chính khoảng 20 triệu R$ cho các dự án nhằm thúc đẩy quan hệ đối tác với các trường đại học ở Brasil, Chile, Colombia và Trung Quốc. Họ hỗ trợ hơn mười trường đại học và tổ chức giáo dục. Trong số những tổ chức, cá nhân hưởng lợi có Viện Alberto Luiz Coimbra - Trường Cao học và Nghiên cứu Kỹ thuật (COPPE) của Đại học Liên bang Rio de Janeiro (UFRJ), Đại học Thanh Hoa của Trung Quốc, Viện Nghiên cứu Hạt nhân và Năng lượng (IPEN), và Đại học Valparaiso ở Chile.

## Tài nguyên thiên nhiên và cơ sở hạ tầng
Hoạt động của EBX Group tập trung chủ yếu vào cơ sở hạ tầng và tài nguyên thiên nhiên. MMX, công ty khai thác của tập đoàn, đã sản xuất quặng sắt ở Minas Gerais và cũng như ở Corumbá, Mato Grosso do Sul. Công ty có kế hoạch tăng gấp 4 lần năng lực sản xuất trong những năm tới. Để đạt được mục tiêu này công ty đang xây dựng siêu cảng biển Đông Nam ở Itaguaí, Rio de Janeiro để làm chất xúc tác cho sự mở rộng của công ty.
Trong lĩnh vực năng lượng, năm 2011 MPX bắt đầu vận hành nhà máy điện mặt trời quy mô thương mại đầu tiên của Brazil tại Tauá, Ceará. Năm 2012, 2 trong số các nhà máy nhiệt điện của công ty đi vào hoạt động - Energia Pecém ở Ceará và Itaqui ở Maranhão. Năm 2013, công ty dự định bắt đầu vận hành nhà máy Pecém II ở Ceará và bắt đầu giai đoạn đầu vận hành nhà máy nhiệt điện UTE Parnaíba ở Maranhão. Giai đoạn thứ hai được bắt đầu vào năm 2014.
LLX, công ty hậu cần của tập đoàn đang điều phối việc xây dựng siêu cảng Açu ở São João da Barra, Rio de Janeiro. Đây sẽ là cụm cảng công nghiệp lớn nhất và hiệu quả nhất của Châu Mỹ Latinh, thu hút đầu tư sản xuất khoảng 40 tỷ USD trong vài năm tới. Cảng dự kiến sẽ tạo ra 50.000 việc làm trực tiếp và gián tiếp. Đây sẽ là trụ sở chính của đơn vị đóng tàu Açu (UCN Açu), trong đó OSX, công ty nước ngoài của Tập đoàn EBX sẽ đầu tư 1,7 tỷ đô la Mỹ. UCN Açu sẽ có khả năng xây dựng đồng thời 11 FPSO (sản xuất nổi, lưu trữ và hạ tải các đơn vị dầu khí) và 8 WHP (nền tảng đầu giếng) và sẽ tạo ra 14.000 việc làm trực tiếp. OSX tập trung vào các lĩnh vực cho thuê đơn vị đóng tàu, thăm dò và sản xuất (E&P), các dịch vụ vận hành và bảo trì (O&M).
Trong mảng dầu khí, OGX chịu trách nhiệm về chiến dịch thăm dò khu vực tư nhân lớn nhất đang được tiến hành ở Brasil. Được thành lập vào năm 2007, công ty này là một trong những nhà sản xuất dầu hàng đầu của đất nước. Vào tháng 1 năm 2012, OGX đã bắt đầu, một khoảng thời gian kỷ lục chỉ hơn hai năm sau khi phát hiện chiết xuất dầu tích tụ từ Waimea, trong lưu vực Campos của Rio de Janeiro. OGX có một danh mục gồm 30 khối thăm dò ở Brasil, ở Campos, Santos, lưu vực Espírito Santo, Pará-Maranhão, Parnaíba, bốn khối thăm dò ở Colombia trong Lưu vực Cesar-Ranchería và thung lũng Lower Magdalena.
CCX, bộ phận phụ trách tài sản khai thác than của MPX Group ở Colombia đang phát triển dự án khai thác than mỏ xanh tích hợp lớn nhất ở Mỹ Latinh. Với sản lượng ước tính lên đến 35 triệu tấn mỗi năm, dự án này bao gồm một mỏ ngầm (San Juan), hai mỏ lộ thiên (Cañaverales và Papayal), và một hệ thống hậu cần tích hợp chuyên dụng, bao gồm 150 km (93 dặm) đường sắt và cảng nước sâu có khả năng tiếp nhận tàu cỡ lớn.
Colombia cũng là nơi tập trung các khoản đầu tư vào khai thác vàng của Tập đoàn. Vào tháng 3 năm 2011, thông qua AUX tập đoàn đã mua lại quyền kiểm soát cổ phiếu của công ty khai thác mỏ Ventana Gold của Canada, sở hữu quyền khai thác khoáng sản ở khu vực khai thác vàng lịch sử California-Vetas phía bắc Colombia. Tổng tài sản của công ty đảm bảo quyền kiểm soát của Tập đoàn EBX đối với một trong những mỏ vàng dưới lòng đất giàu nhất thế giới.
Ngoài khai thác than và vàng, tập đoàn này cũng đang phát triển chiến dịch thăm dò dầu khí ở Colombia.
Tại Nam Mỹ, EBX Group cũng đang đầu tư vào Chile, nơi họ đang phát triển dự án phát điện được cấp phép có công suât lớn nhất cả nước (2.100 MW), tích hợp một cảng nước sâu chuyên dụng và sản xuất quặng sắt.

## Các hoạt động khác
REX là công ty bất động sản của Tập đoàn EBX. Được thành lập vào năm 2008 để xác định các cơ hội bất động sản, công ty bắt đầu hoạt động vào năm 2011 với trọng tâm kinh doanh là phát triển đô thị và tạo thu nhập tài sản. Trong số các sáng kiến khác, danh mục kinh doanh của công ty bao gồm việc khôi phục lại khách sạn Glória, hiện là khách sạn Glória Palace; Trung tâm y học tổng hợp MD.X Medical Center; Trung tâm kinh doanh R3X Leblon và Hotel Parque do Flamengo, tất cả đều ở thành phố Rio de Janeiro.
EBX Group cũng khai thác công nghệ thông qua SIX Intelligent Solutions. Được thành lập vào tháng 10 năm 2011, SIX phát sinh từ việc mua lại quyền kiểm soát cổ phần của công ty có 18 năm kinh nghiệm tại thị trường Brasil là AC Engenharia, công ty này tập trung vào lĩnh vực hoạt động dầu khí. Vào tháng 4 năm 2012, EBX Group và IBM đã công bố quan hệ đối tác chiến lược. Thỏa thuận bao gồm việc IBM mua lại 20% cổ phần của SIX Automation, một công ty con của SIX Intelligent Solutions và việc thành lập một trung tâm phát triển chung các giải pháp công nghệ và R&D (nghiên cứu và phát triển) tập trung chủ yếu vào tài nguyên thiên nhiên và cơ sở hạ tầng cũng như thuê ngoài các hoạt động CNTT của Tập đoàn EBX cho IBM.
IMX, liên doanh với công ty IMG Worldwide của Mỹ, là công ty thể thao và giải trí của Tập đoàn EBX, chuyên tổ chức các sự kiện và sản xuất nội dung giải trí trong lĩnh vực thể thao, thời trang và âm nhạc. Cũng trong năm 2011, EBX Group đã thành lập NRX-Newrest để hoạt động trong các lĩnh vực cung cấp dịch vụ ăn uống bằng đường hàng không và đường sắt của Brazil. Kết quả của việc liên doanh với Newrest (công ty toàn cầu lớn duy nhất hoạt động trong tất cả các phân khúc của dịch vụ ăn uống và dịch vụ liên quan) là NRX-Newrest sẽ cung cấp các dịch vụ ăn uống, cũng như hỗ trợ hoạt động trong và ngoài nước, dọn dẹp và khách sạn, và các dịch vụ khác dịch vụ. EBX Group cũng đang phát triển các sáng kiến trong các lĩnh vực thể thao, giải trí, khách sạn, ẩm thực, sức khỏe và môi trường tại thành phố Rio de Janeiro, nơi EBX đặt trụ sở chính.

## Hợp lực
Quặng sắt MMX sẽ được vận chuyển đến siêu cảng Đông Nam Brasil, nơi nó sẽ được xuất khẩu. Thép tấm được sản xuất bởi các nhà máy thép được lắp đặt trong Khu liên hợp công nghiệp siêu cảng Açu của LLX sẽ được OSX sử dụng trong sản xuất thiết bị ngoài khơi, sẽ được OGX thuê để sản xuất dầu và khí đốt. Than từ các mỏ Colombia của CCX sẽ được vận chuyển đến các nhà máy nhiệt điện của MPX nằm dọc theo bờ biển Brazil và đến siêu cảng LLX, và năng lượng tạo ra sẽ được cung cấp cho các ngành công nghiệp nằm trong khu liên hợp công nghiệp. Khí tự nhiên do OGX sản xuất có thể cung cấp cho các nhà máy nhiệt điện của MPX nằm trong khu liên hợp công nghiệp siêu cảng LLX. Siêu cảng LLX có thể đóng vai trò là cơ sở trên bờ để sản xuất dầu và khí đốt của OGX. MPX sẽ cung cấp năng lượng cho đơn vị vận hành chính của MMX trong Minas Gerais.

## Các hoạt động xã hội - môi trường ở Brazil
EBX và các công ty của mình hỗ trợ hơn 170 sáng kiến xã hội và môi trường ở Brazil, trong đó có việc bảo tồn ba công viên quốc gia (Maranhenses, Fernando de Noronha và Pantanal). Ngoài ra, nó đã tạo ra và duy trì ba khu bảo tồn của riêng mình - Khu bảo tồn Di sản Thiên nhiên Tư nhân (RPPN) Engenheiro Eliezer Batista (đất ngập nước nhiệt đới), Quebrada del Morel (Sa mạc Atacama) và Caruara (đầm lầy muối). Nó cũng hỗ trợ việc quản lý 4 RPPN ở Pantanal của Brazil (Dorochê, Acurizal, Penha và Rumo ao Oeste) và tạo ra mười RPPN khác ở Ceará. EBX Group cũng hỗ trợ hành lang sinh thái Muriqui, một trong những dự án trùng tu lớn nhất từng được phát triển ở Rừng Đại Tây Dương ở Brazil và bảo tồn Đài phun nước Cañaverales của Colombia.
Trong lĩnh vực xã hội, các chương trình tái định cư gia đình (Vila Nova Canaã ở Maranhão và Vila da Terra ở São João da Barra, ở Bang Rio de Janeiro); xây dựng Trung tâm Ung thư Nhi khoa (CPC) ở Ceará và hỗ trợ của Bệnh viện Pro Child ở Rio de Janeiro là một số ví dụ về hoạt động của tập đoàn trong những năm gần đây.
Tại Rio de Janeiro, EBX Group sẽ phân bổ 20 triệu R$ một năm cho đến năm 2014 đối với dự án Đơn vị Cảnh sát Bình định (UPP), một mô hình mới về an toàn công cộng và trị an. Số tiền này sẽ được Bộ An ninh Bang Rio de Janeiro sử dụng để mua thiết bị và đầu tư xây dựng cơ sở hạ tầng và hậu cần cho các đơn vị của mình.
Tập đoàn EBX cũng đầu tư vào việc bảo tồn lịch sử và văn hóa. Tại thành phố Belo Horizonte, họ đã thành lập và duy trì Bảo tàng Mỏ và Kim loại (MMM), được thiết kế để giới thiệu mối quan hệ giữa lịch sử và văn hóa của Minas Gerais thông qua hai hoạt động kinh tế chính của bang: khai thác mỏ và luyện kim. Dành riêng cho các mỏ lớn của bang, có 44 điểm tham quan và 11 cơ sở chính trong 18 phòng có diện tích gần 6.000 mét vuông (64.584 feet vuông). Trong môi trường ảo, du khách có thể tương tác với các không gian đã được tạo ra, cho phép họ trải nghiệm thế giới kim loại và khoáng chất một cách linh hoạt. Các điểm thu hút được làm cho cá nhân hơn thông qua các nhân vật lịch sử và hư cấu của MMM, chẳng hạn như Dom Pedro II, Baron de Eschwege và Xica da Silva, người giới thiệu các điểm tham quan của bảo tàng cho du khách một cách vui tươi và tương tác